# Hymn Tuvalu
Tuvalu mo te Atua („Tuvalu dla Wszechmogącego”) – hymn państwowy Tuvalu. Obowiązuje od 1978 roku. Słowa i muzykę napisał Afaese Manoa.
| Słowa w języku tuvalu | Słowa w języku angielskim | Słowa w języku polskim |
| Tuvalu mo te Atua Ko te Fakavae sili, Ko te alu foki tena, O te manuia katoa; Loto lasi o fai, Tou malo saoloto; Fusi ake katoa Ki te loto alofa; Kae amo fakatasi Ate atu fenua. "Tuvalu mo te Atua" Ki te se gata mai! Tuku atu tau pulega Ki te pule mai luga, Kilo tonu ki ou mua Me ko ia e tautai. "Pule tasi mo ia" Ki te se gata mai, Ko tena mana Ko tou malosi tena. Pati lima kae kalaga Ulufonu ki te tupu. "Tuvalu ko tu saoloto" Ki te se gata mai! | Tuvalu for the Almighty Are the words we hold most dear; For as people or as leaders Of Tuvalu we all share In the knowledge that God Ever rules in heav'n above, And that we in this land Are united in His love. We build on a sure foundation When we trust in God's great law; "Tuvalu for the Almighty" Be our song for evermore! Let us trust our lives henceforward To the King to whom we pray, With our eyes fixed firmly on Him He is showing us the way. "May we reign with Him in glory" Be our song for evermore, for His almighty power Is our strength from shore to shore. Shout aloud in jubilation To the King whom we adore. "Tuvalu free and united" Be our song for evermore! | Tuvalu w hołdzie Wszechmogącemu Są to nam najdroższe słowa; Cały nasz lud i przywódcy Tuvalu, Wszyscy wierzymy, Że z niebios rządzi nasz władca, odwieczny Pan. Ma w opiece cały kraj I jednoczy nas w swej miłości. Wierząc w wielkie Boże prawa Budujemy na opoce. „Tuvalu składa Wszechmogącemu hołd!” Niech brzmi wiecznie nasza pieśń! Poświęćmy nasze życia Królowi Do którego się modlimy; Z oczyma skierowanymi na Niego Podążajmy drogą, którą nam wskazuje. „Trwajmy w z Nim w boskiej chwale” Niech brzmi wiecznie nasza pieśń! Bo z Jego nieskończonej mocy Bierze się siła całego kraju. Błogosławcie głośno się radując Panu, którego wielbimy. „Tuvalu wolne i zjednoczone” Niech brzmi wiecznie nasza pieśń! |